# Lehtonen
För andra betydelser, se Lehtonen (olika betydelser).
Lehtonen var 1992 det tionde vanligaste efternamnet i Finland. 2008 innehas platsen av Järvinen medan Lehtonen har ramlat bort från tio-i-topp-listan. Namnet är bildat efter ordet "lehto", som betyder "lund", "lövskog". 
Namnet är huvudsakligen västfinskt även om det har östfinska förebilder och föregångare, som Anders lehtoine i Kivinebb 1554. År 1906 bytte 178 sitt efternamn till Lehtonen; av dem som bytte hade 30 ordet "lund" i sitt namn. 